# Cattedrale dell'Assunzione di Maria Vergine (Cap-Haïtien)
La cattedrale dell'Assunzione di Maria Vergine (Cathédrale Notre-Dame-de-l'Assomption de Cap-Haïtien in francese) è il principale edificio di culto cattolico di Cap-Haïtien, seconda città di Haiti. 
È la chiesa madre dell'arcidiocesi di Cap-Haïtien.

## Storia
Una prima chiesa fu costruita dai francesi durante la fondazione della città, negli anni settanta del XVII secolo. Questo primo edificio bruciò nel 1691, ricostruito, andò nuovamente a fuoco quattro anni più tardi. Riedificata l'anno seguente in legno fu demolita e rifatta in mattoni. Questo quarto edificio fu distrutto dal sisma del 7 maggio 1842 che rase al suolo Cap-Haïtien. Ricostruita nuovamente fu elevata a cattedrale il 3 ottobre 1861 e parzialmente aperto al culto il 14 ottobre 1878. I lavori di costruzione si protrassero sino al 7 maggio 1942, quando la cattedrale fu definitivamente consacrata.